# Baross tér
A Baross tér Budapest egyik központi tere, egyúttal a város jelentős közlekedési csomópontja. Itt találkozik az M2-es és az M4-es metróvonal, a felszínen pedig a Rottenbiller utca, a Thököly út, a Kerepesi út, a Festetics György utca, a Fiumei út és a Rákóczi út. A tér legnagyobb része a VIII. kerülethez tartozik, de a felüljáró utáni oldal a VII. kerület területén fekszik.
A teret számos busz- és trolibuszjárat érinti, ezek többnyire Zugló és a Belváros irányába közlekednek. Jelentős forgalmat bonyolít le még a Keleti pályaudvar is, ahonnan számos nemzetközi vonat közlekedik, legfőképpen Ausztria/Németország és Románia felé.

## Története

### Metróépítés és aluljárórendszer
A Baross tér határában található a Keleti pályaudvar főbejárata. A tér jelentős területe alatt aluljárórendszer helyezkedik el, amit az M2-es metróvonal építéséhez kapcsolódó felszíni tereprendezés során alakítottak ki 1967–1970 között és ekkor épült meg a Rottenbiller utcát a Fiumei úttal összekötő közúti felüljáró is. Az aluljáró felett villamoshurkot létesítettek, amit a Festetics utcából érkező villamosok (23, 24, 36) és a Rákóczi út felől a 19-es villamos használt a kezdetekben. A hurok a nyitott „mélyteraszt” megkerülve épült ki. Az M2-es metró 1972-es meghosszabbításakor a Thököly úti (44, 67, 68) és a Festetics utcai viszonylatok végpontja ide került át. 1997-ben a 67-es villamos megszűnésével a Baross téri villamoshurok funkcióját vesztette. Elbontására tér második átalakítása során, az M4-es metróvonal kivitelezéséhez kapcsolódóan 2004–2010 között került sor. A metróépítés kapcsán teljesen átépült az aluljáró és a mélyterasz is, átadására 2014. március 28-án került sor.

## Képgaléria

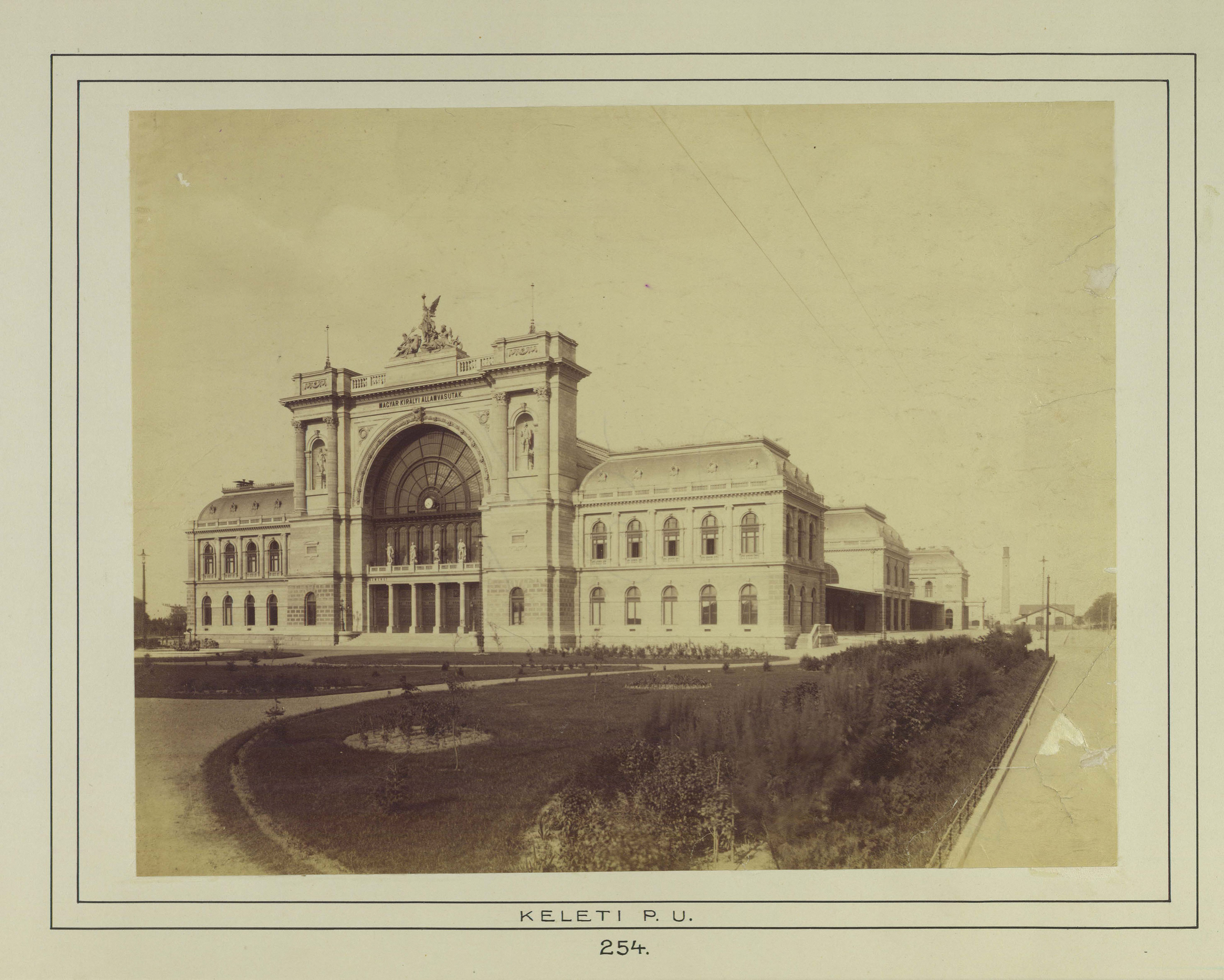
1884 – a Keleti megnyitásának éve
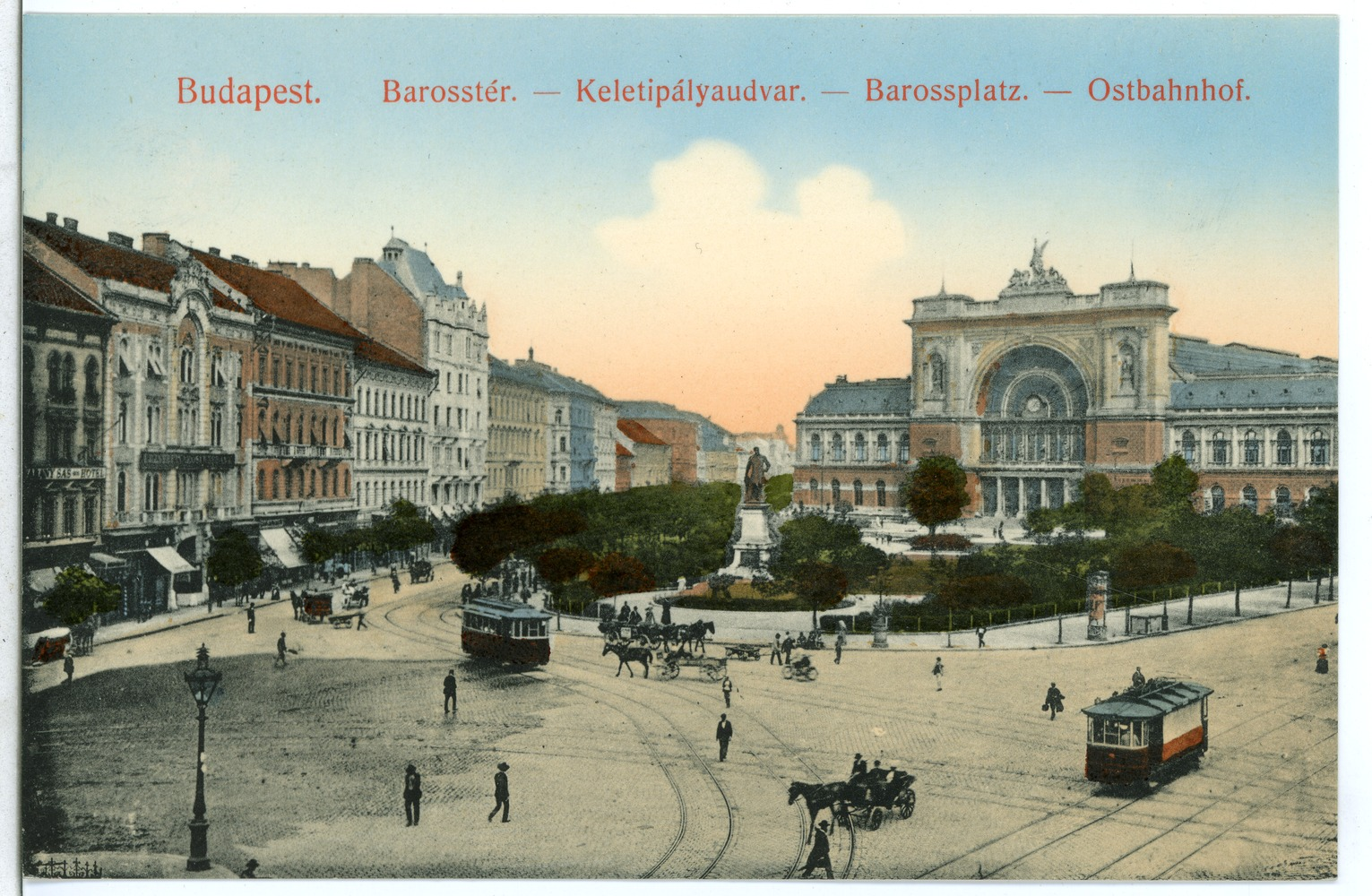
A Baross tér egy 1907-es képeslapon
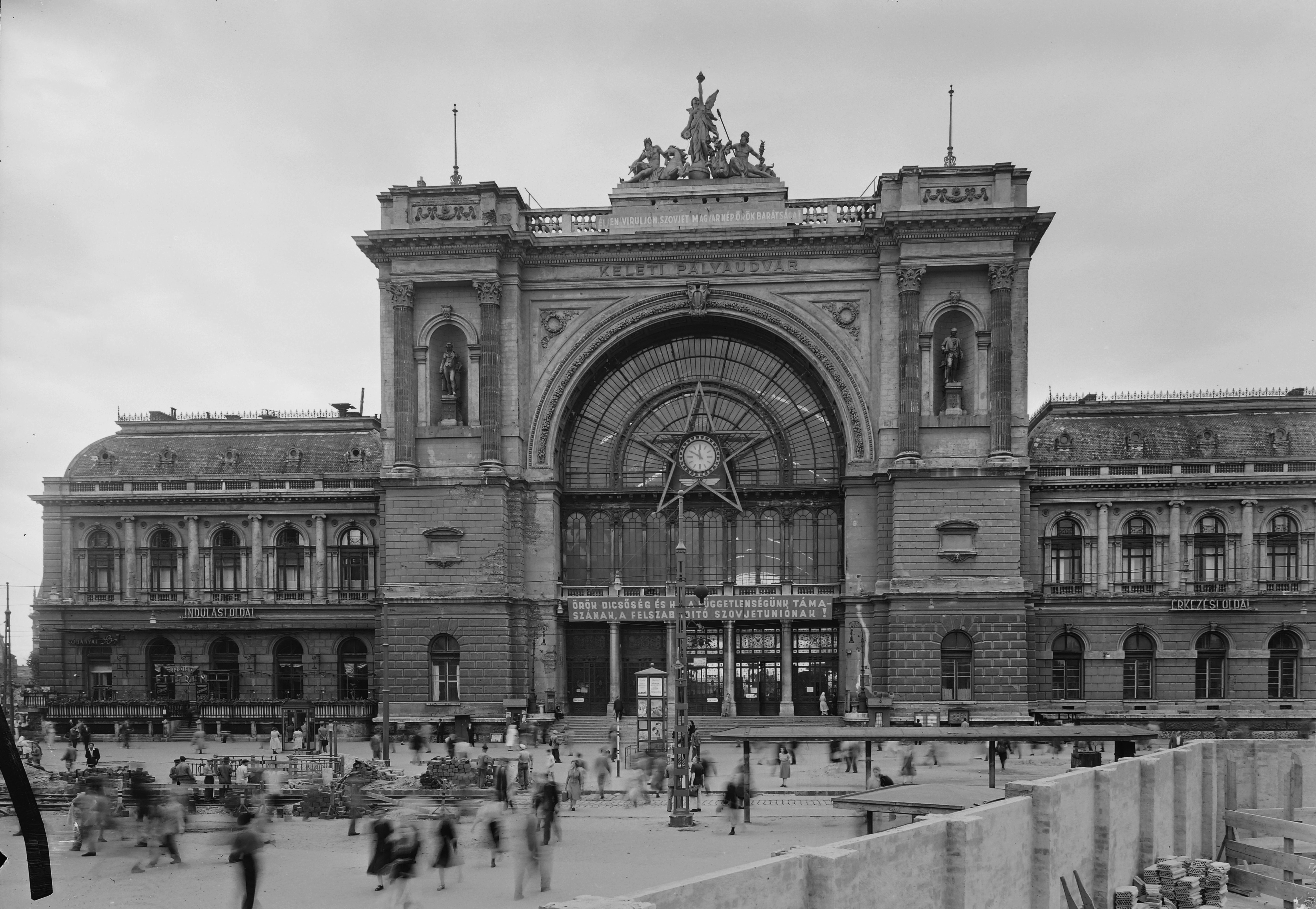
Ötágú vörös csillag és propaganda a Keleti főhomlokzatán (1952)
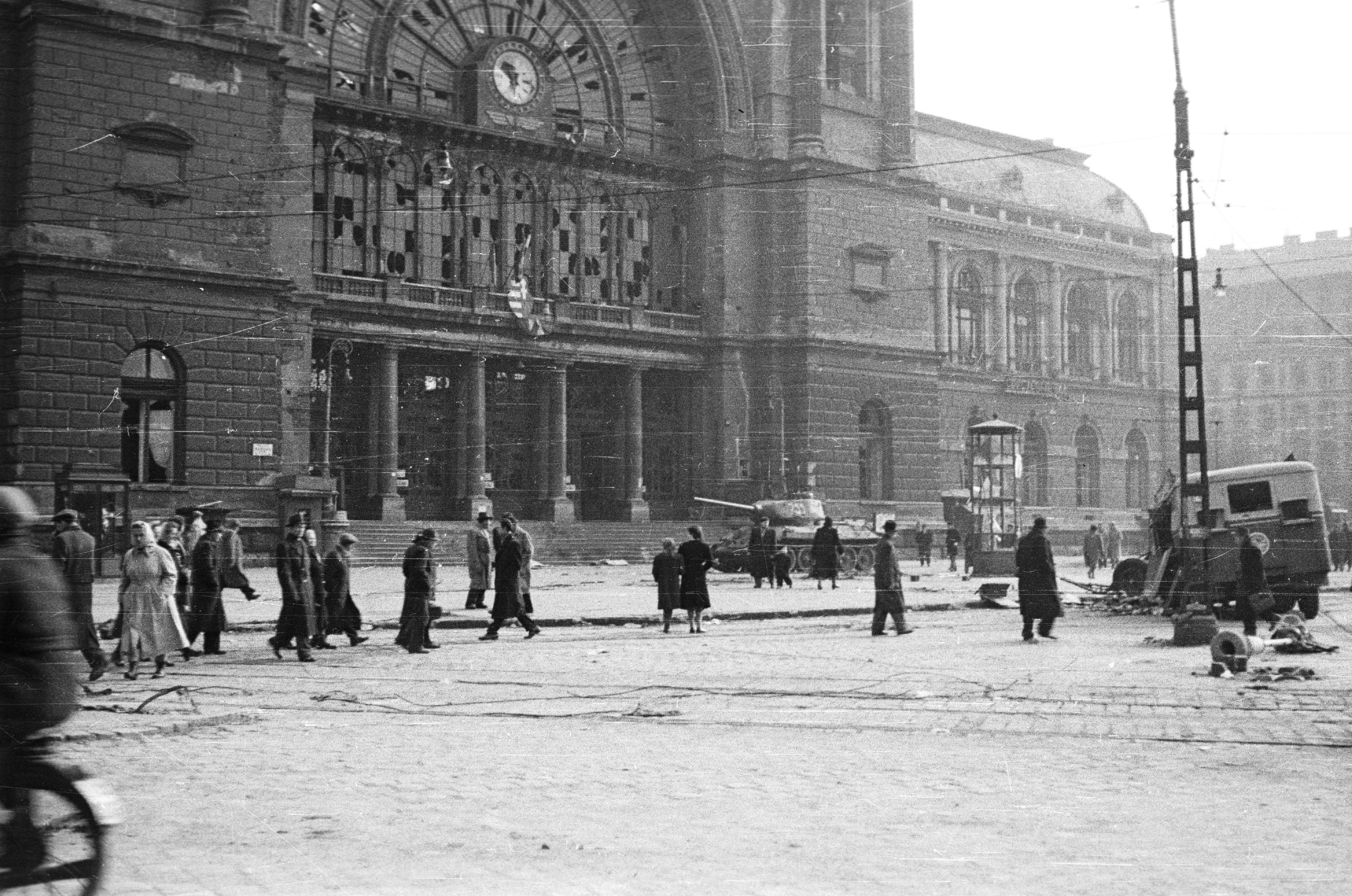
A pályaudvar az 1956-os forradalom idején
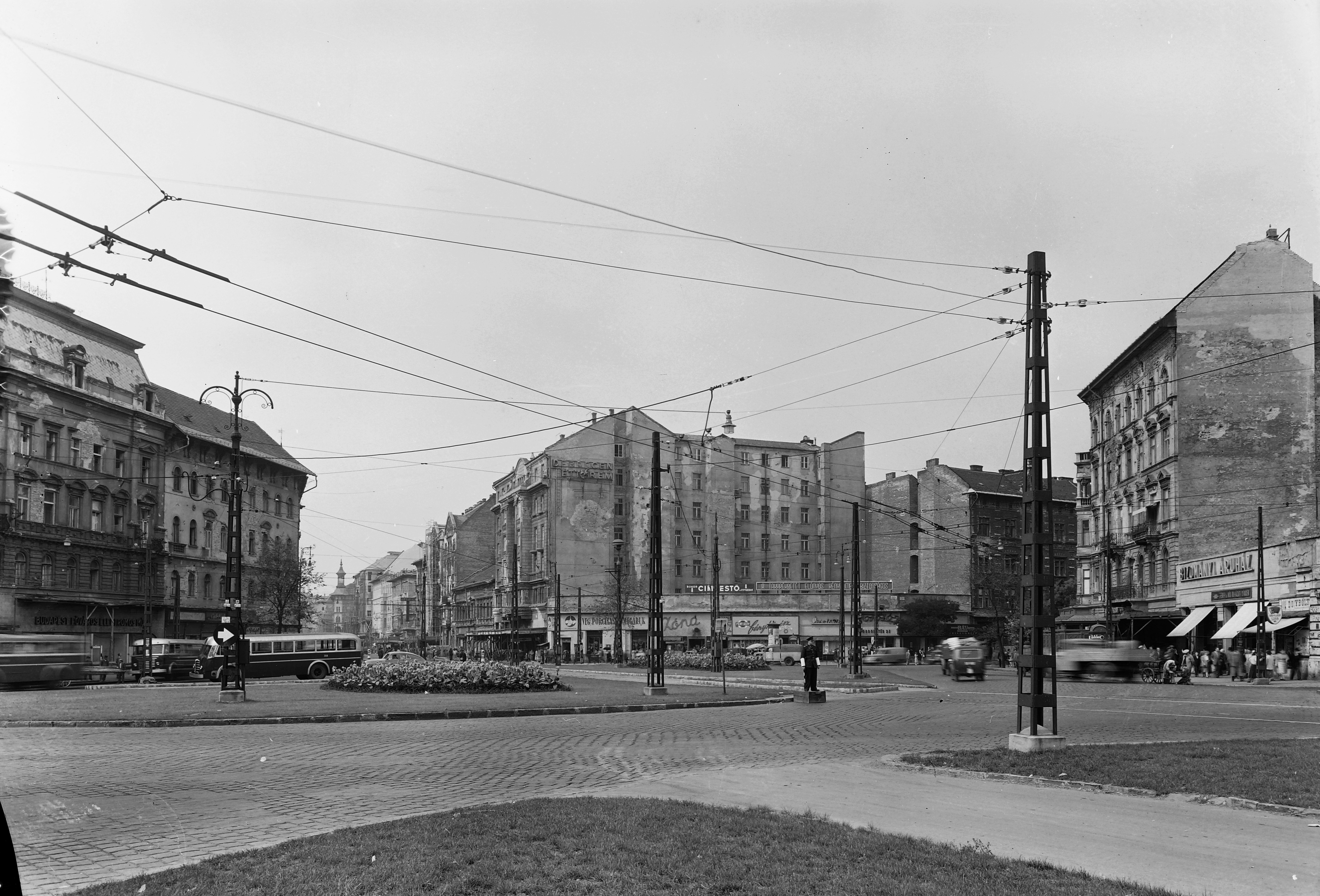
A tér 1957-ben, a Keleti felől nézve
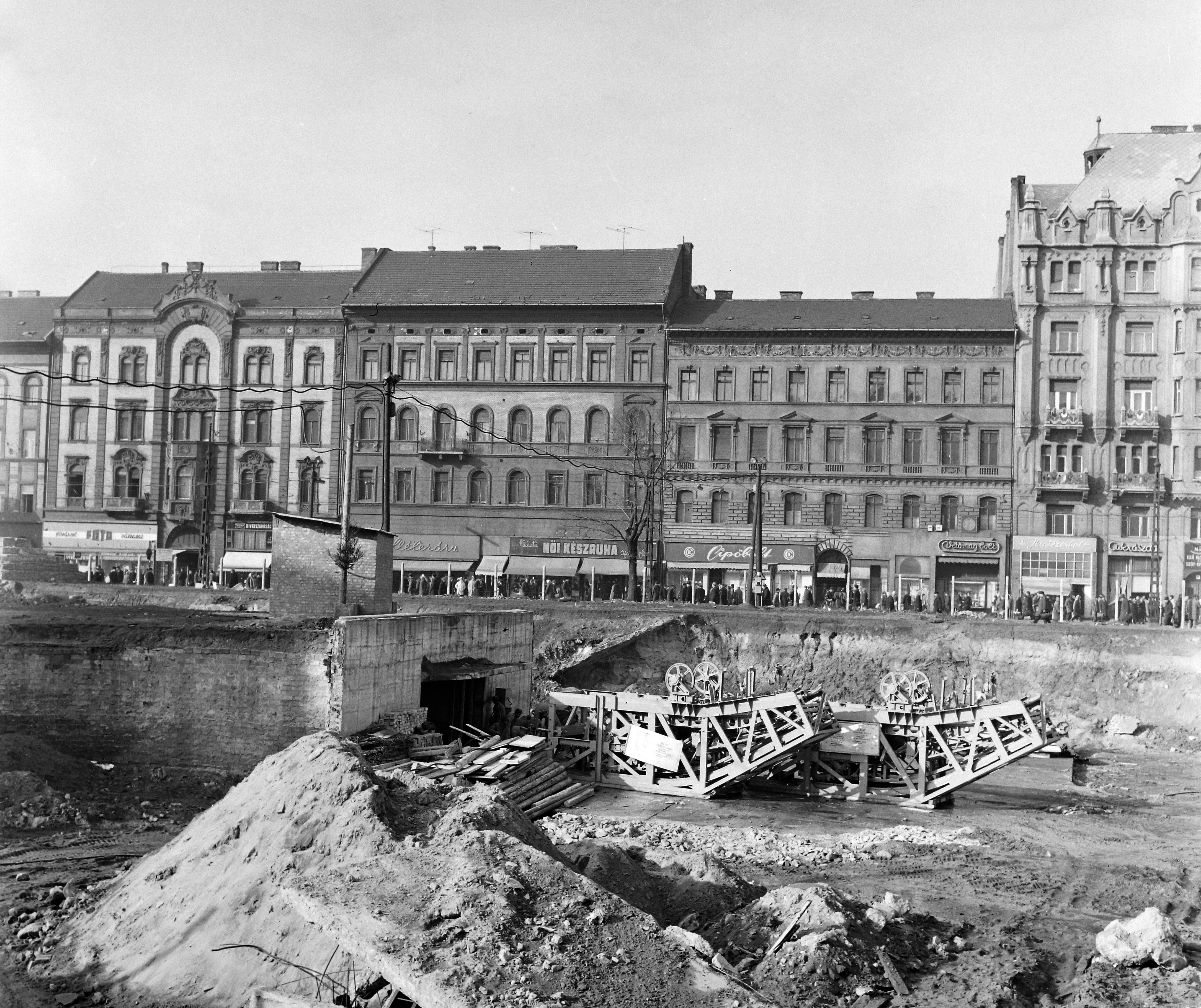
Metróépítés 1968-ban (szemben a Thököly út házai)
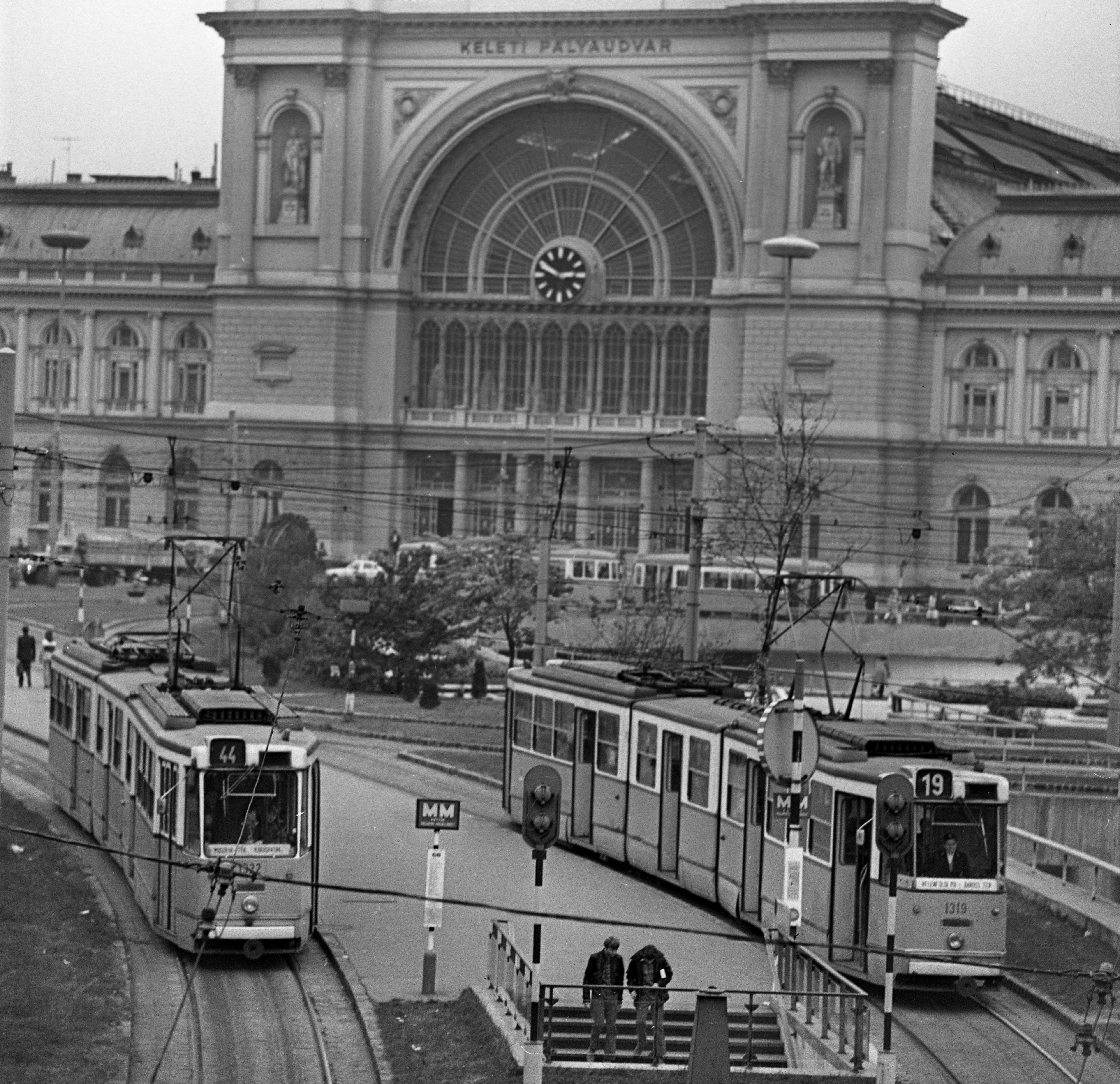
Villamosmegálló a Belváros felé 1970-ben
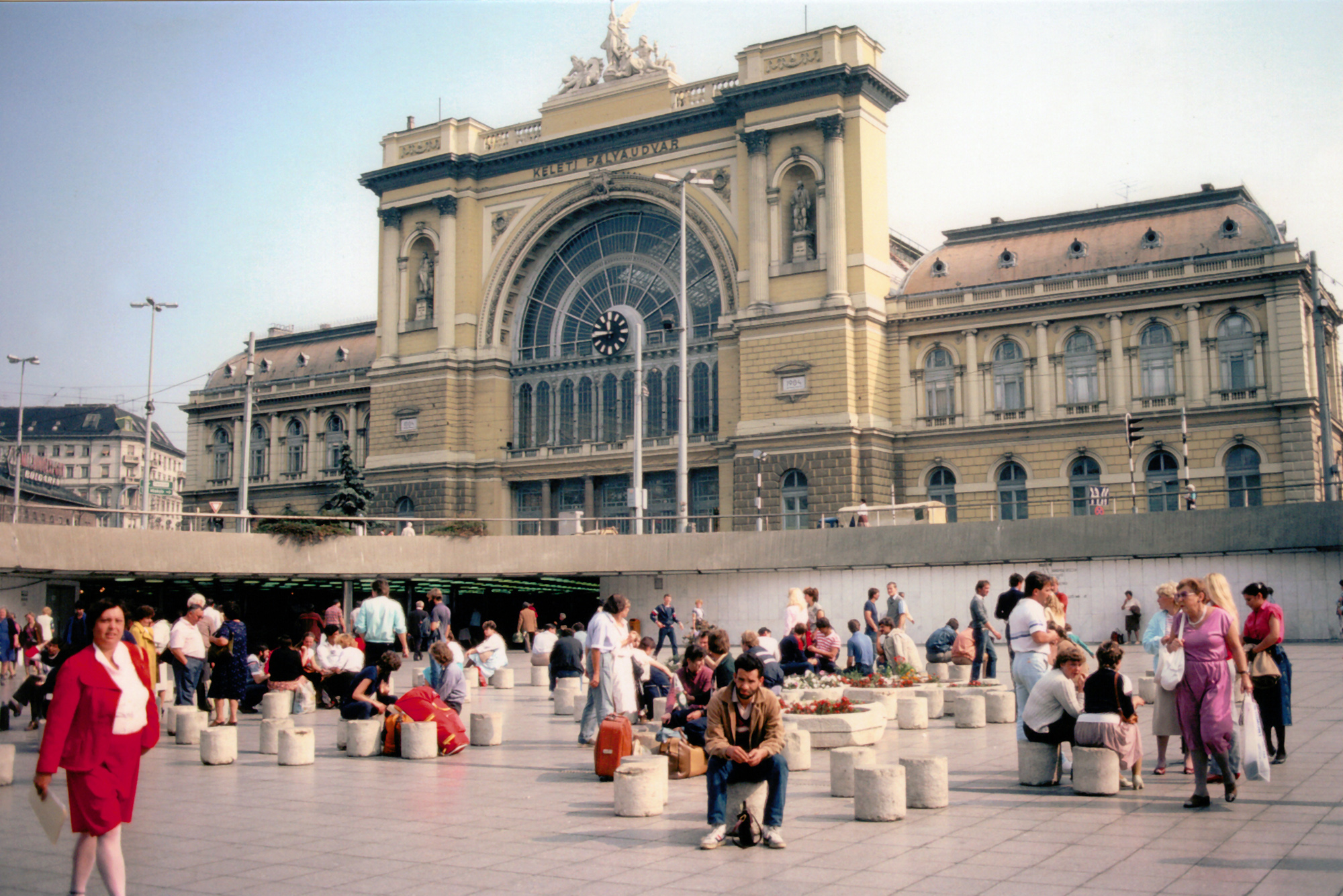
A mélyterasz (kerengő) 1985-ben...
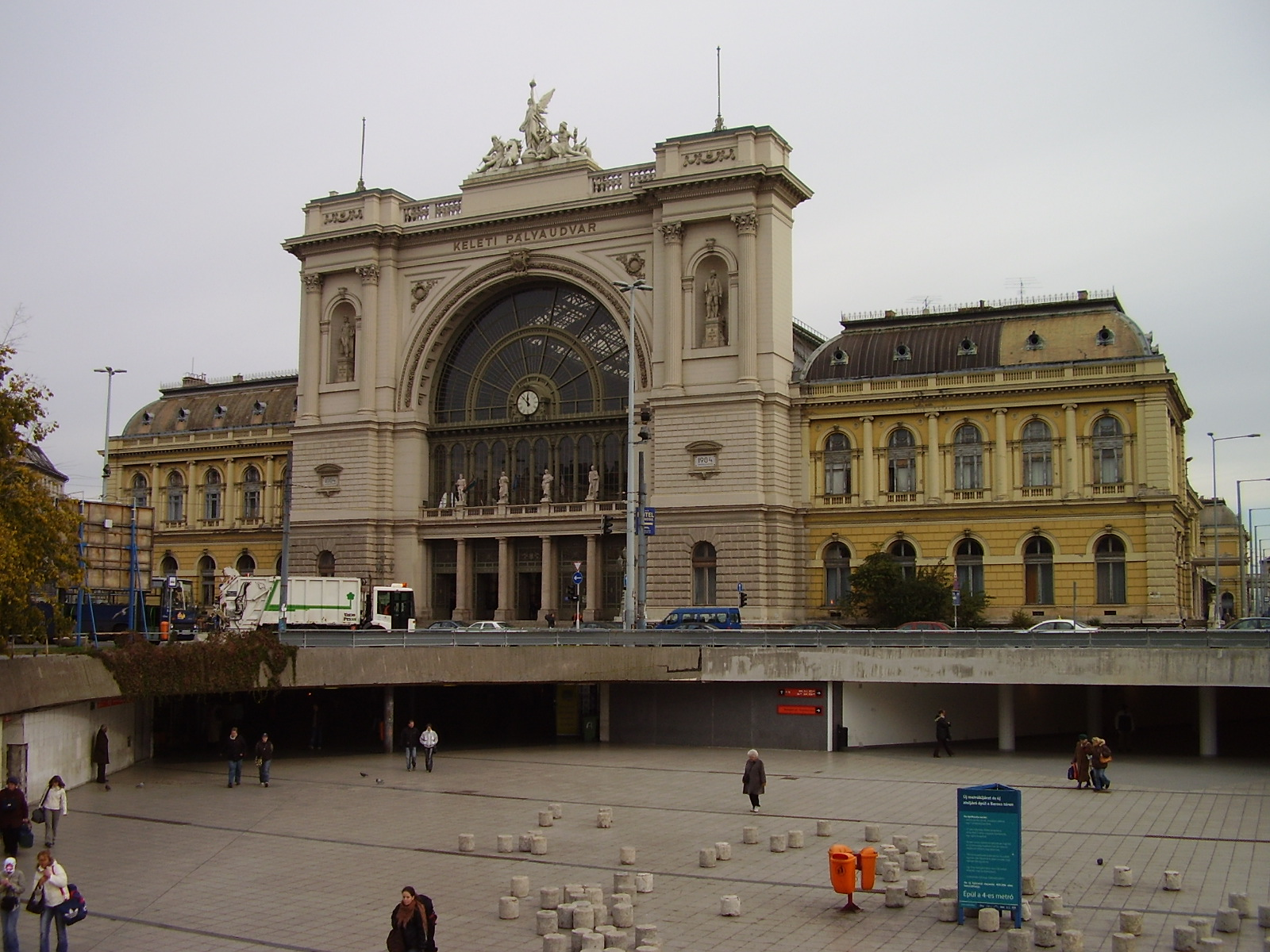
és 2006-ban, háttérben a Keletivel.
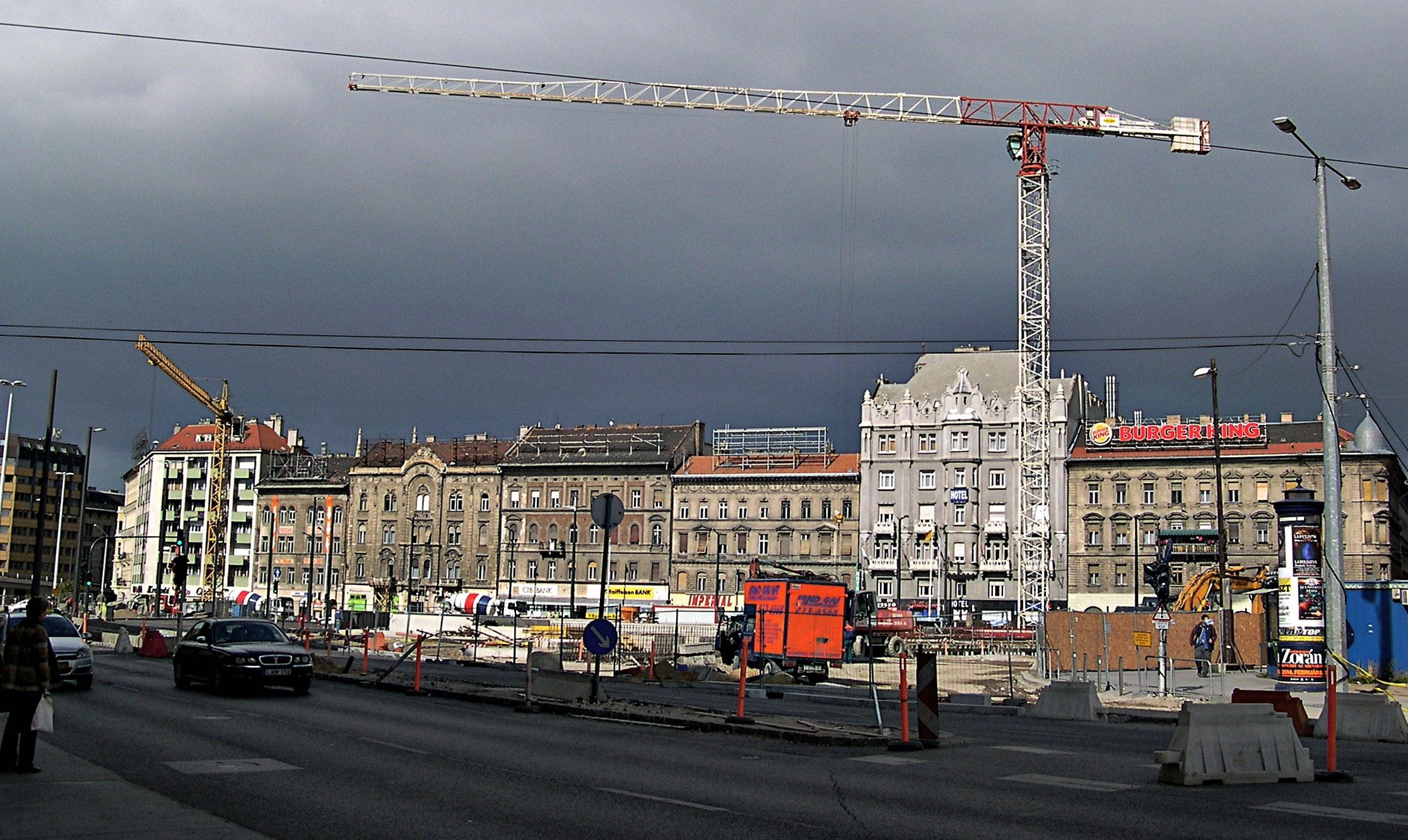
A második átépítés alatt álló Baross tér 2013-ban
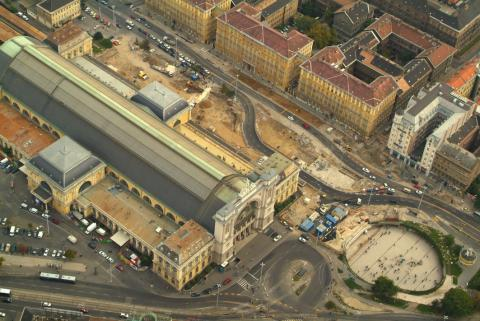
Légifotó 2008-ból
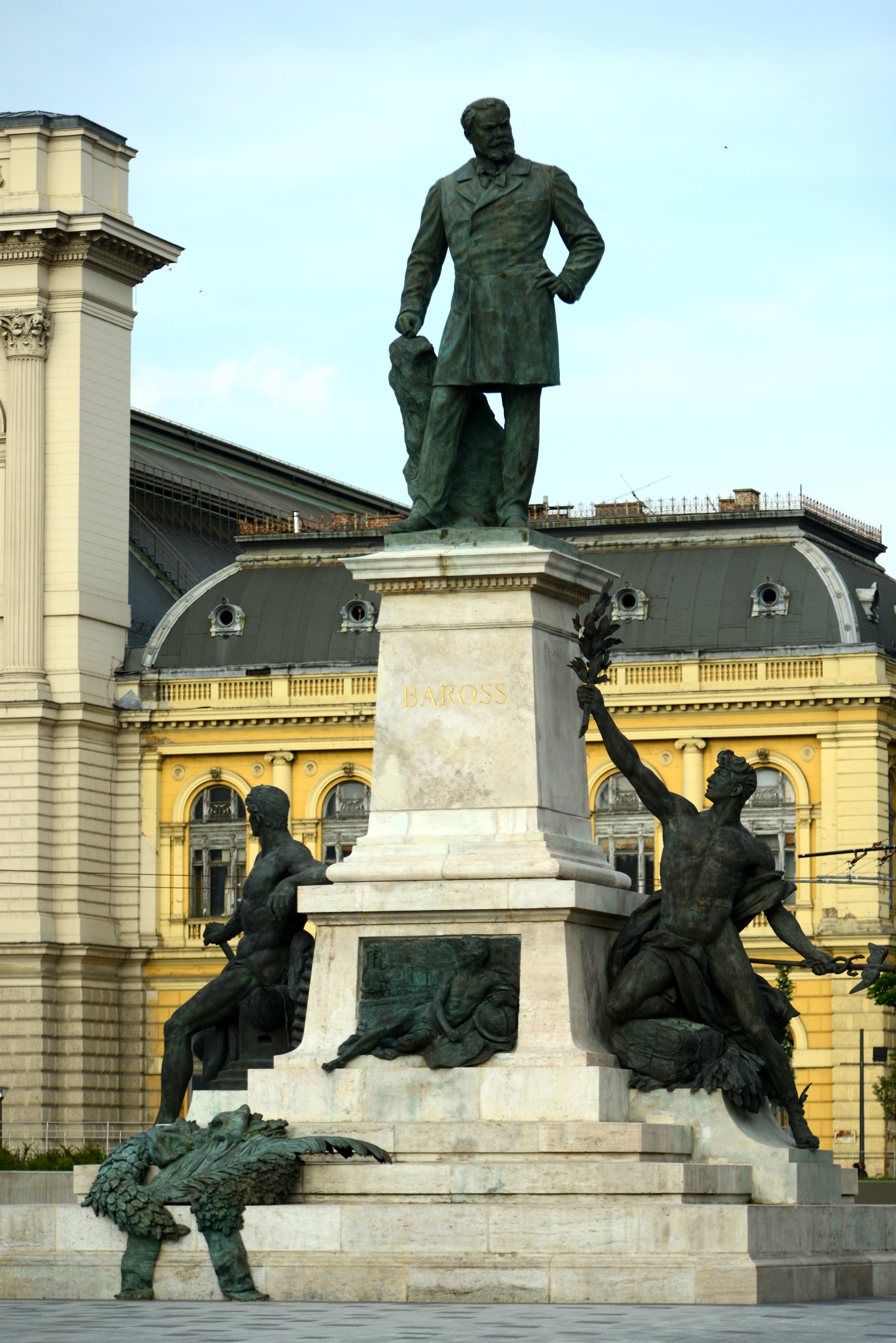
Baross Gábor szobra 2014-ben
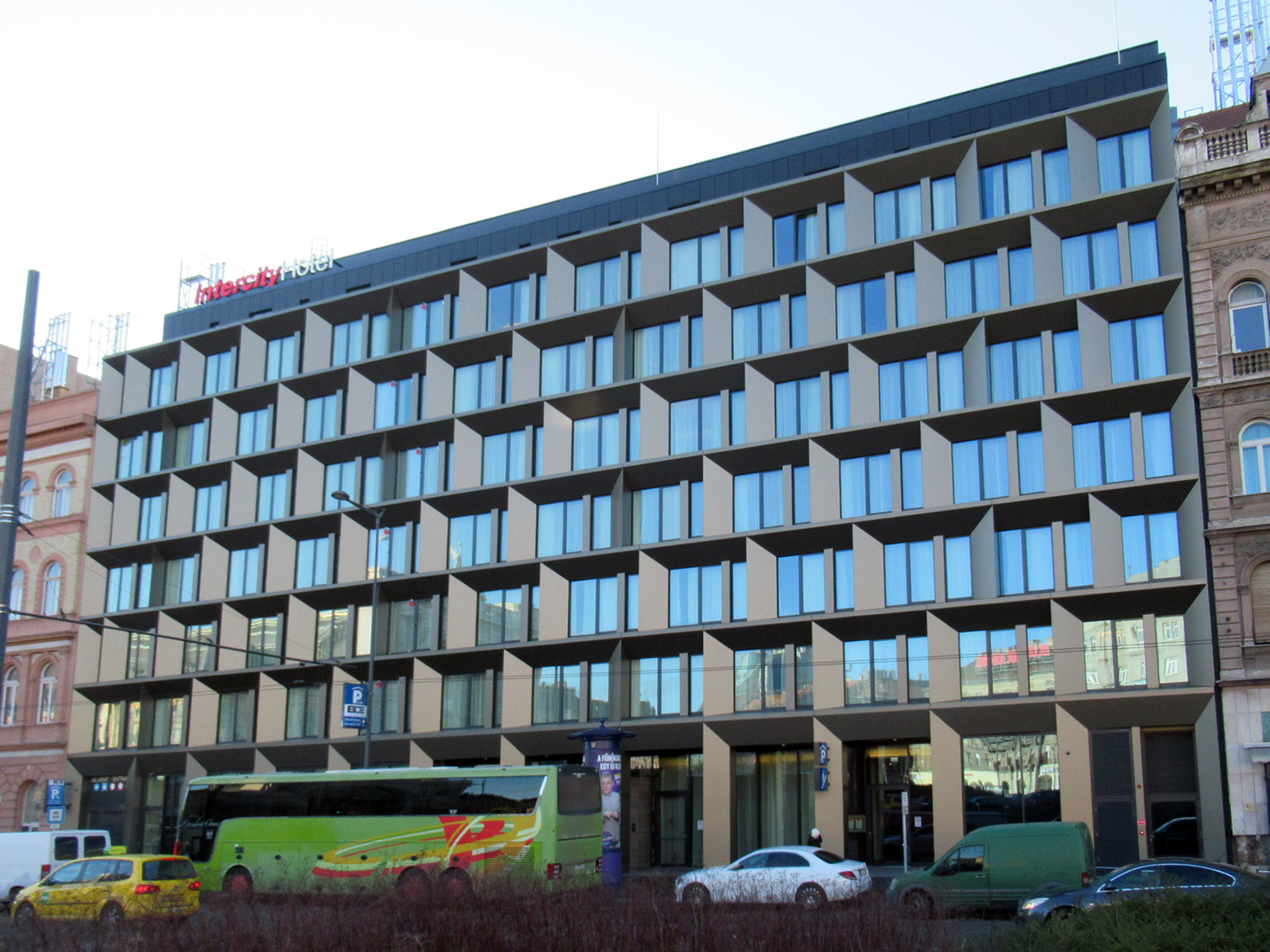
№ 7-8 – Intercity Hotel Budapest, 2020